# میترا قوامیان
میترا قوامیان (به انگلیسی: Mitra Ghavamian) نقاش، طراح لباس و مد، فارغ التحصیل دانشکده هنرهای دراماتیک تهران و مدرس سابق دانشگاه الزهرا. 

## زندگی
وی فعالیت هنری خود را با طراحی برای تئاتر داستان ضحاک به کارگردانی سعید پورصمیمی در تاتر شهر آغاز کرد و در تلویزیون از سال ۱۳۶۴ با طراحی لباس برای امیر کبیر به کارگردانی سعید نیک‌پور و در سینما از ۱۳۶۳ با طراحی لباس برای فیلم گل‌های داوودی به کارگردانی رسول صدرعاملی به فعالیت حرفه‌یی خود به عنوان طراح لباس ادامه داد. در کارنامه اش طراحی لباس برای چندین نمایش تاتری و چندین فیلم سینمایی را دارد.
میترا قوامیان در سال ۱۹۹۴ به همراه همسرش کیهان مرتضوی و دو فرزندش مهتا و سپهر به کانادا مهاجرت کرد. او در زندگی هنری‌اش در زمینه‌های مختلفی فعال بوده‌است.

## فعالیت‌ها

### طراح مد
از ۲۰۰۹ تاکنون به عنوان طراح مد در بسیاری از نمایش‌های مد تورنتو و مونترال مجموعه‌های لباسش را به نمایش گذارده است:
- ۲۰۰۹- Toronto Exhibition place
- ۲۰۱۰- Love ,Fashion Art Toronto
- ۲۰۱۱- white uniforms ,Fashion Art Toronto
- ۲۰۱۲- Ghashghaei ,Fashion Art Toronto
- ۲۰۱۳- Identity Crisis ,Fashion Art Toronto
- ۲۰۱۴- multitasking and Black Fashion week, Montreal ,Fashion Art Toronto
- ۲۰۱۵- purpose-repurpose ,Fashion Art Toronto
- ۲۰۱۶- The Yonge River ,Cat Walk for Water, Toronto
- ۲۰۱۷- Incompatible Fashion Art Toronto
- ۲۰۱۸- Nostalgia ,Fashion Art Toronto

### طراح لباس تاتر
- ۱۳۵۳-۱۳۶۰: بارگه داد و داستان ضحاک، کارگردان سعید پورصمیمی
- ۱۹۹۷ - August 22nd، کارگردان سهیل پارسا
- Zeitgest - ۱۹۹۸ - کارگردان Sasha Lukac
- Medea Blues - ۱۹۹۹، کارگردان هایده ترابی
- The Lover - ۲۰۰۳، کارگردان لوون هفتوان
- ۲۰۰۴ - The Seagull، کارگردان لوون هفتوان

## نقاش
در چندین نمایش‌گاه انفرادی، نقاشی‌هایش را در گالری‌های تورنتو و پورتلند به نمایش گذارده است:

## طراح لباس فیلم و تلویزیون
- ۲۰۱۸- پاندول (Pendulum) - مصطفی عزیزی و امیر گنجوی کانادا
- ۱۳۷۳- می‌خواهم زنده بمانم - ایرج قادری
- ۱۳۷۰- دره شاپرک‌ها - فریال بهزاد
- ۱۳۷۰- پرتگاه- بهرام ری‌پور
- ۱۳۷۰- شهر در دست بچه‌ها، اسماعیل براری
- ۱۳۶۳- زمان از دست رفته، پوران درخشنده
- ۱۳۶۸- عبور از غبار، پوران درخشنده
- ۱۳۶۴- سریال تلویزیونی امیر کبیر، سعید نیک‌پور
- ۱۳۶۳- گل‌های داوودی، رسول صدرعاملی

او هم‌چنین با تعدادی از فیلم‌های سینمایی امریکایی و کانادایی که در کانادا تولید شده‌اند به عنوان دستیار طراح لباس و نقاش لباس فیلم همکاری داشته‌است.